# Pompton Lakes
Pour les articles homonymes, voir Pompton.
Pompton Lakes est une municipalité américaine située dans le comté de Passaic au New Jersey. Lors du recensement de 2010, sa population est de 11 097 habitants.

## Géographie
Selon le Bureau du recensement des États-Unis, la municipalité s'étend en 2010 sur une superficie de 3,19 milles carrés (8,26 km2), dont 0,28 mille carré (0,73 km2) d'étendues d'eau.

## Histoire

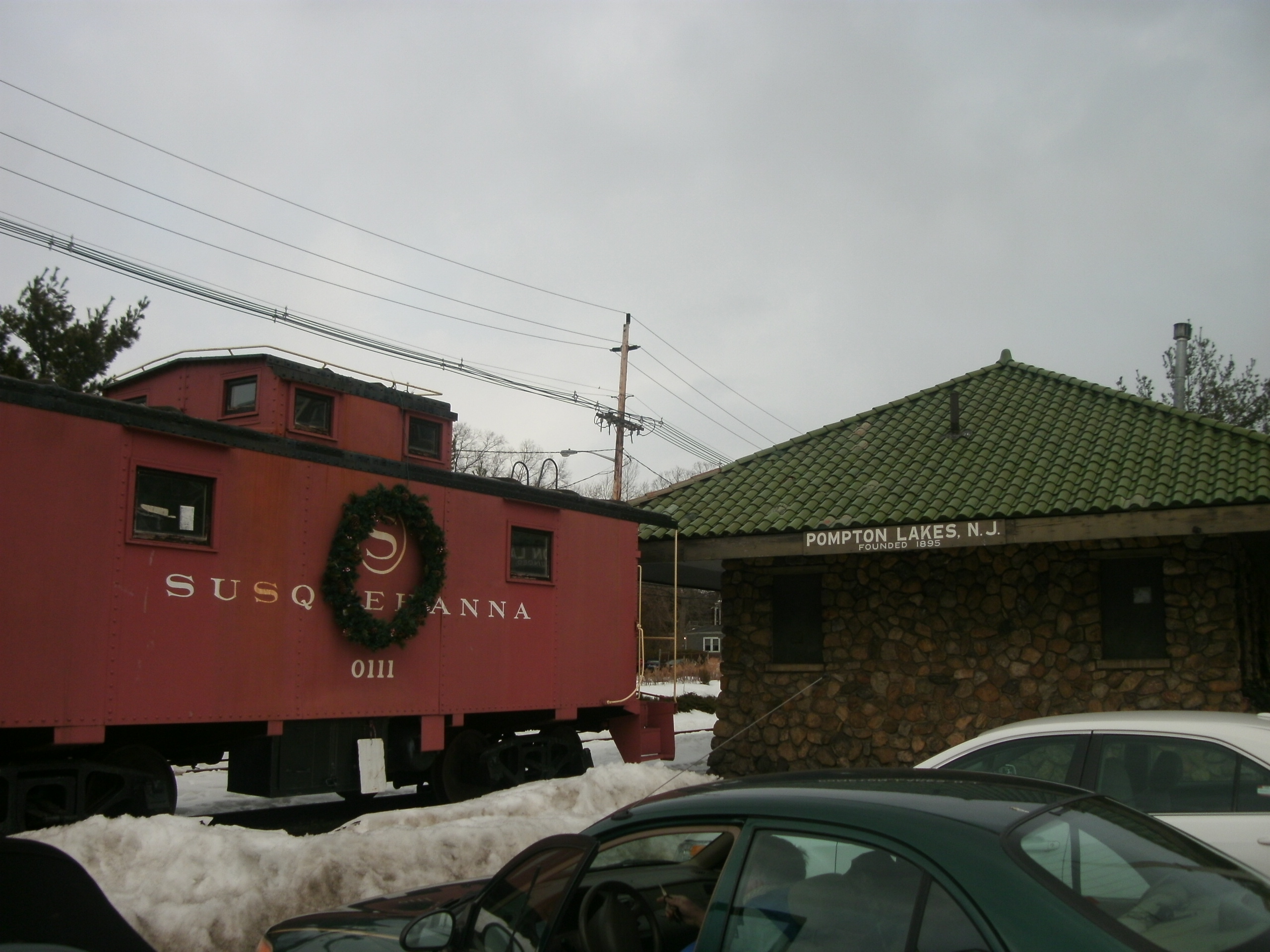
L'ancienne gare du Susquehanna and Western Railway.

Une ferronnerie est fondée sur la Pompton River (en) au début du XVIIIe siècle. Une localité industrielle s'y développe alors. Pompton Lakes connait une véritable croissance après l'arrivée du Susquehanna and Western Railway à la fin des années 1870.
La ville devient un borough indépendant du township de Pompton en 1895, après un référendum. Elle doit son nom à la tribu amérindienne des Pomptons (en), qui signifie « bouche tordue », et aux lacs qui se trouvent à l'est du borough.

## Démographie
La population de Pompton Lakes est estimée à 11 206 habitants au 1er juillet 2017.
| Groupe                           | Pompton Lakes | New Jersey | États-Unis |
| -------------------------------- | ------------- | ---------- | ---------- |
| Blancs                           | 89,6          | 72,4       | 76,9       |
| Asiatiques                       | 5,6           | 9,8        | 5,7        |
| Métis                            | 2,0           | 2,2        | 2,6        |
| Afro-Américains                  | 0,2           | 15,0       | 13,3       |
| Amérindiens                      | 0,2           | 0,6        | 1,3        |
|                                  |               |            |            |
| Hispaniques et Latino-Américains | 18,7          | 20,0       | 17,8       |

Le revenu par habitant était en moyenne de 36 848 dollars par an entre 2012 et 2016, légèrement inférieur à la moyenne du New Jersey (37 538 dollars) mais supérieur à la moyenne nationale (29 829 dollars). Sur cette même période, 6,2 % des habitants de Pompton Lakes vivaient sous le seuil de pauvreté (contre 10,4 % dans l'État et 12,7 % à l'échelle des États-Unis).

## Personnalités liées à Pompton Lakes
- Gary Jennings, mort à Pompton Lakes en 1999, romancier.